# Klasten
Klasten (griech. κλάω (kláo): zerbrechen) sind feste Gesteinsbruchstücke, die aus der mechanischen Zerstörung anderer Gesteine stammen. Ihre Größe reicht von Blöcken über Kies und Sand bis hin zu Schluff und Ton. Je nach Ausgangsgestein bestehen die Klasten aus Gesteinen wie Granit, Gneis oder Sand- und Kalkstein. 
Pyroklasten sind Gesteinsfragmente, die durch Zerreißen oder Zerbrechen (Fragmentierung) oder durch direkte Kristallisierung infolge vulkanischer Aktivität aus einem festen oder flüssigen vulkanischen Ausgangsmaterial entstanden sind.
Ein Spezialfall der Klasten sind Bioklasten, die aus den Überresten von Lebewesen entstehen, sie entstammen also nicht der Zerstörung anderer Gesteine und können sogar aus unzerbrochenen Schalen oder Fossilien bestehen.
Aus Klasten bestehende Gesteine heißen klastische oder detritische Gesteine. Der Begriff Klasten ist in der Gesteinskunde ein Gefügemerkmal.